# Ала-Нятяярви
Ала-Нятяярви — пресноводное озеро на территории Кестеньгского сельского поселения Лоухского района Республики Карелии.

## Общие сведения
Площадь озера — 1,1 км². Располагается на высоте 253,0 метров над уровнем моря.
Форма озера продолговатая: оно более чем на два километра вытянуто с севера на юг. Берега каменисто-песчаные, преимущественно возвышенные, местами заболоченные.
С южной стороны в Ала-Нятяярви впадает протока, вытекающая из озера Или-Нятяярви, а с северной Ала-Нятяярви соединяется с озером Аухтиярви, через которое протекает река Вуоснайоки, впадающая в реку Кутсайоки, которая, в свою очередь, впадает в реку Тумчу.
К западу от озера проходит просёлочная дорога.
Населённые пункты вблизи водоёма отсутствуют.
Код объекта в государственном водном реестре — 02020000511102000001182.